# 包團旅遊
包團旅遊，或跟团游（英語：Private Group Tour），亦稱私团旅遊，是一種旅遊形式，是指以兩人以上為單位，由旅行社等代理機構安排行程、幫助解決住宿、飲食，以及購物等問題的私人旅遊。包團旅遊中團友可以认识彼此，亦成为社交的平台之一。中國第一次包團旅遊於1924年由旅行部組織，目的地是杭州。